# فولتا كاستيلا ليون 2021
فولتا كاستيلا ليون 2021 هو سباق دراجات هوائية من فئة  سباق المرحلة، وهو الموسم رقم 35 من فولتا كاستيلا ليون، وأقيم في 29 يوليو 2021، وامتدّ لمسافة 181.2 كيلومتر، وهو أحد سباقات طواف أوروبا للدراجات 2021.
فاز  بالمركز الأول Matis Louvel ‏، وبالمركز الثاني Stefano Oldani ‏، وبالمركز الثالث ماوريسيو موريرا.

## الفرق
| فرق عالمية (4)- Movistar Team - Astana-Premier Tech - UAE Team Emirates - Lotto Soudal فرق برو (7)- برجس بي إتش 2021 ‏ - أوسكالتيل أوسكادي 2021 ‏ - كيرن فارما 2021 ‏ - كاجا رورال-سيغوروس 2021 ‏ - Arkéa-Samsic - فريق إيولو كوميت لركوب الدراجات 2021 ‏ - Rally Cycling فرق قارية (5)- إلكترو هايبر يوروبا 2021 ‏ - إيفابيل 2021 ‏ - Israel Premier Tech Academy ‏ - Massi Vivo-Conecta - Bahrain Cycling Academy |  |
| |  |

## الفائزون
| الترتيب | الفائز          |
| ------- | --------------- |
| الفائز  | Matis Louvel ‏   |
| الثاني  | Stefano Oldani ‏ |
| الثالث  | ماوريسيو موريرا |

## وصلات خارجية
- الموقع الرسمي
- لمحة عن سباق فولتا كاستيلا ليون 2021 على موقع  ProCyclingStats   (برو  سايكلنج  ستاتس) - إحصاءات  محترفي  الدراجات.
- فولتا كاستيلا ليون 2021 على موقع إحصائيات الدراجات الإحترافية (الإنجليزية)